# Kleine rupsklaver
De kleine rupsklaver (Medicago minima) is een eenjarige plant die behoort tot de vlinderbloemenfamilie (Leguminosae of Fabaceae). De soort staat op de Nederlandse Rode lijst van planten als zeer zeldzaam en stabiel of iets toegenomen. De plant komt van nature voor in Eurazië.
De dicht behaarde plant wordt 5-40 cm hoog en heeft een stompkantige stengel. De drietallige, 3-4 mm lange, omgekeerd eironde blaadjes zijn ongevlekt. De steunblaadjes zijn ongedeeld of aan de voet iets getand.
De kleine rupsklaver bloeit van mei tot augustus met gele, 3-9 mm lange bloemen. De bloemtros bestaat uit één tot acht bloemen. De kroonbladen zijn 3-7 mm lang.
De 3-8 mm brede vrucht is een bijna bolvormige peul (gestekelde kluwen) met viltige beharing, vaak met klierharen en met anderhalve tot zeven windingen. De aderen op de windingen zijn sterk s-vormig gebogen en niet netvormig verbonden. De zaden zijn 1,5-2,4 mm lang en 0,8-1,2 mm breed.

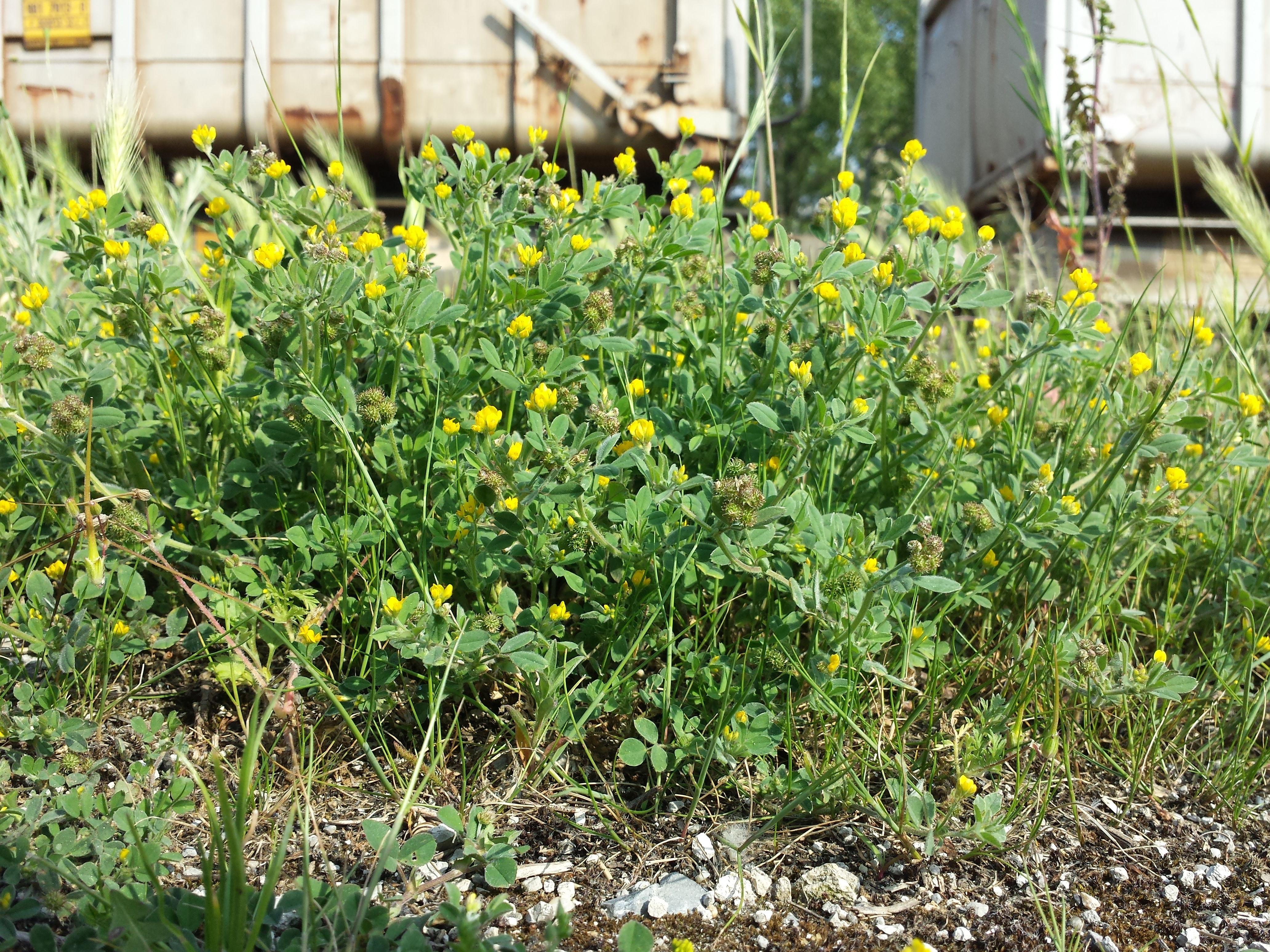
Planten
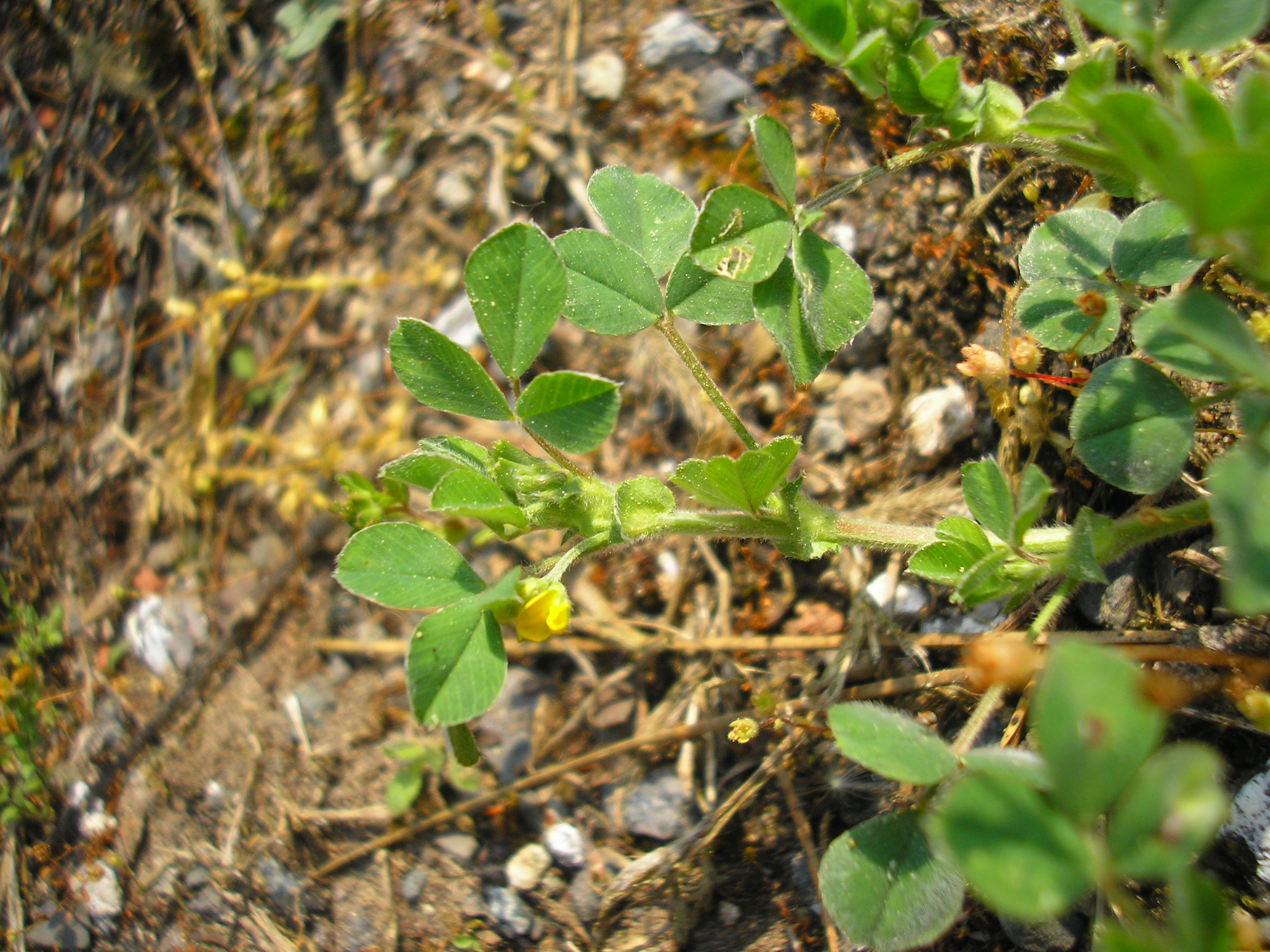
Stengel
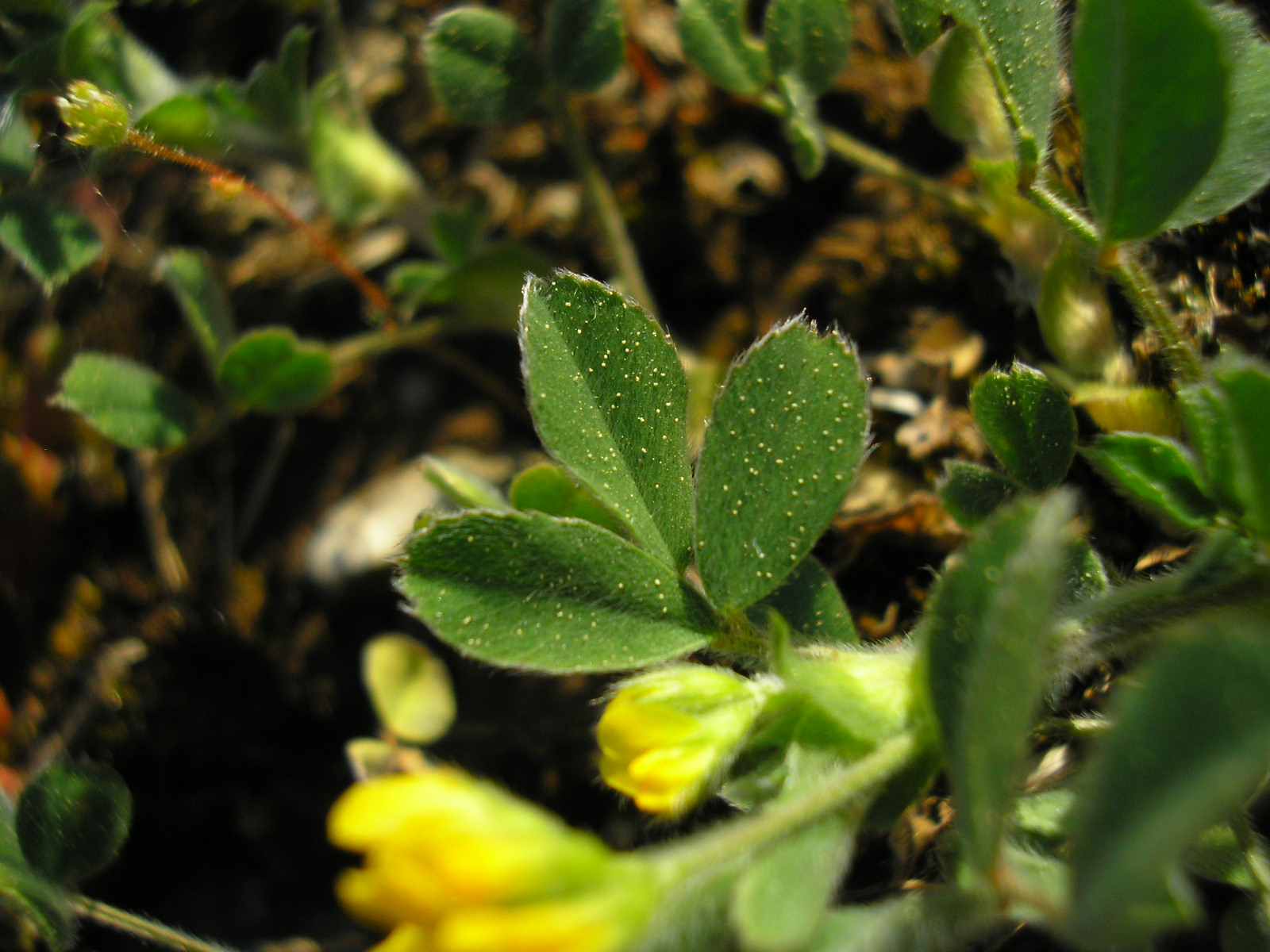
Blad
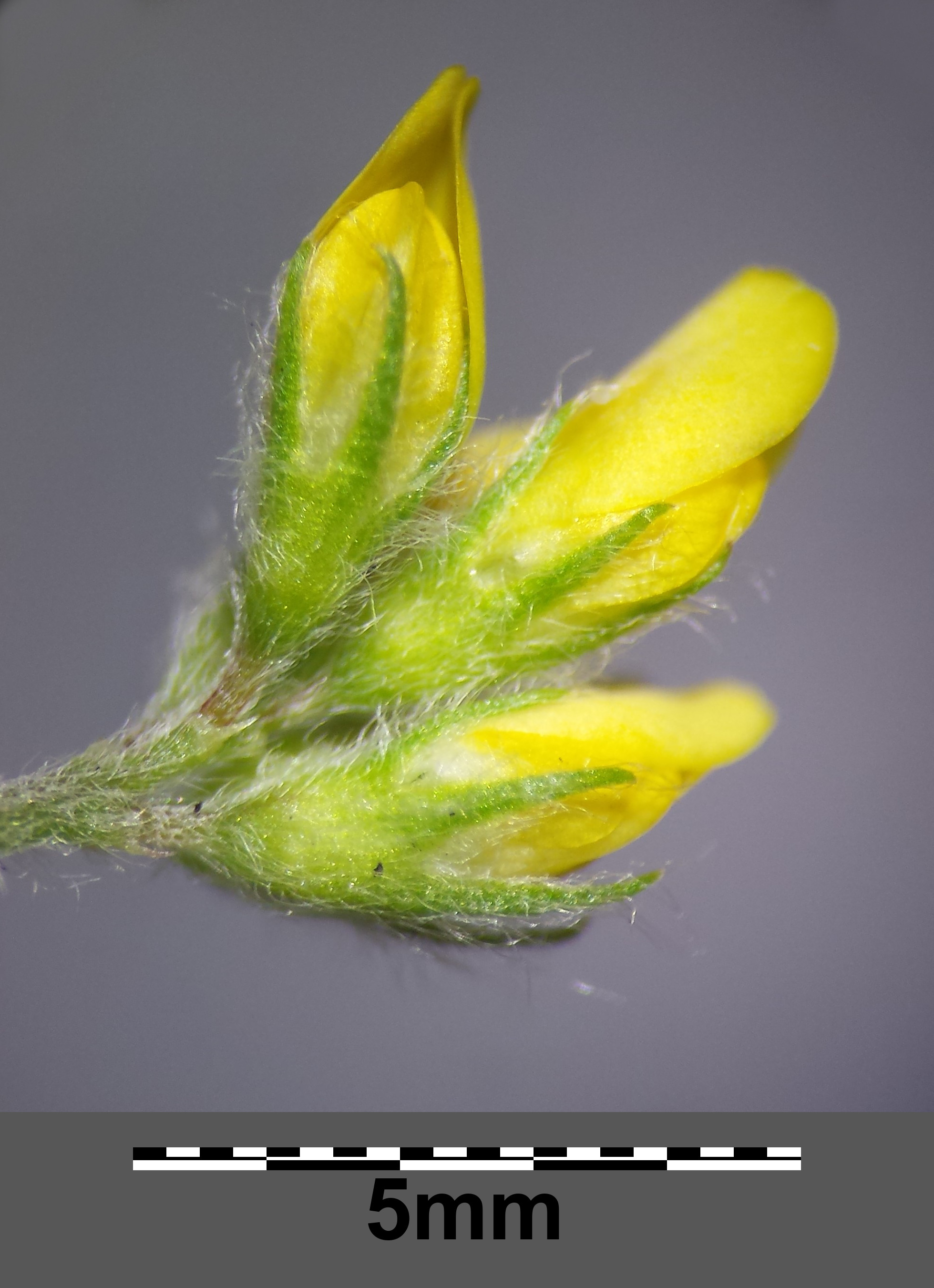
Bloeiwijze
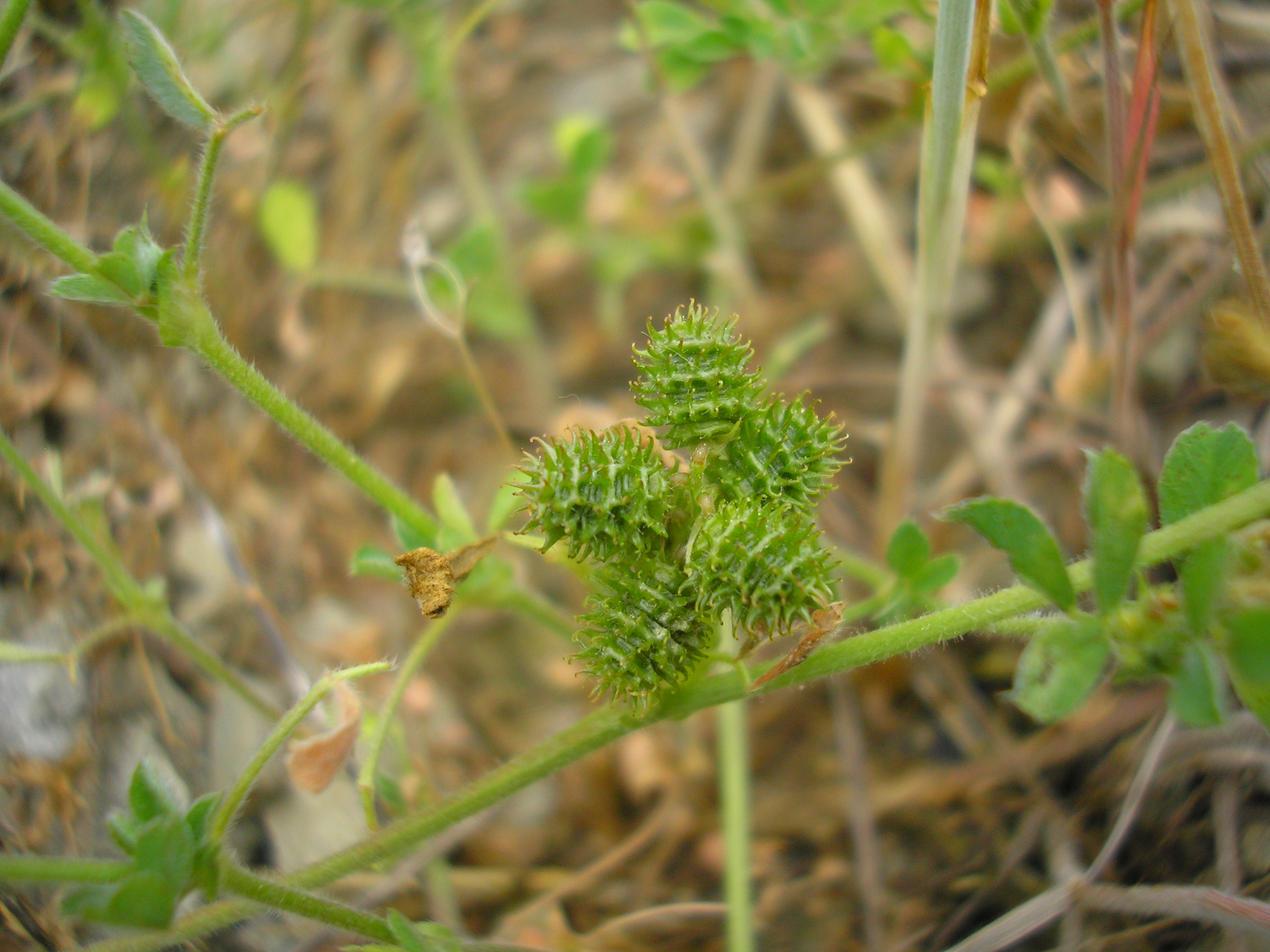
vruchten
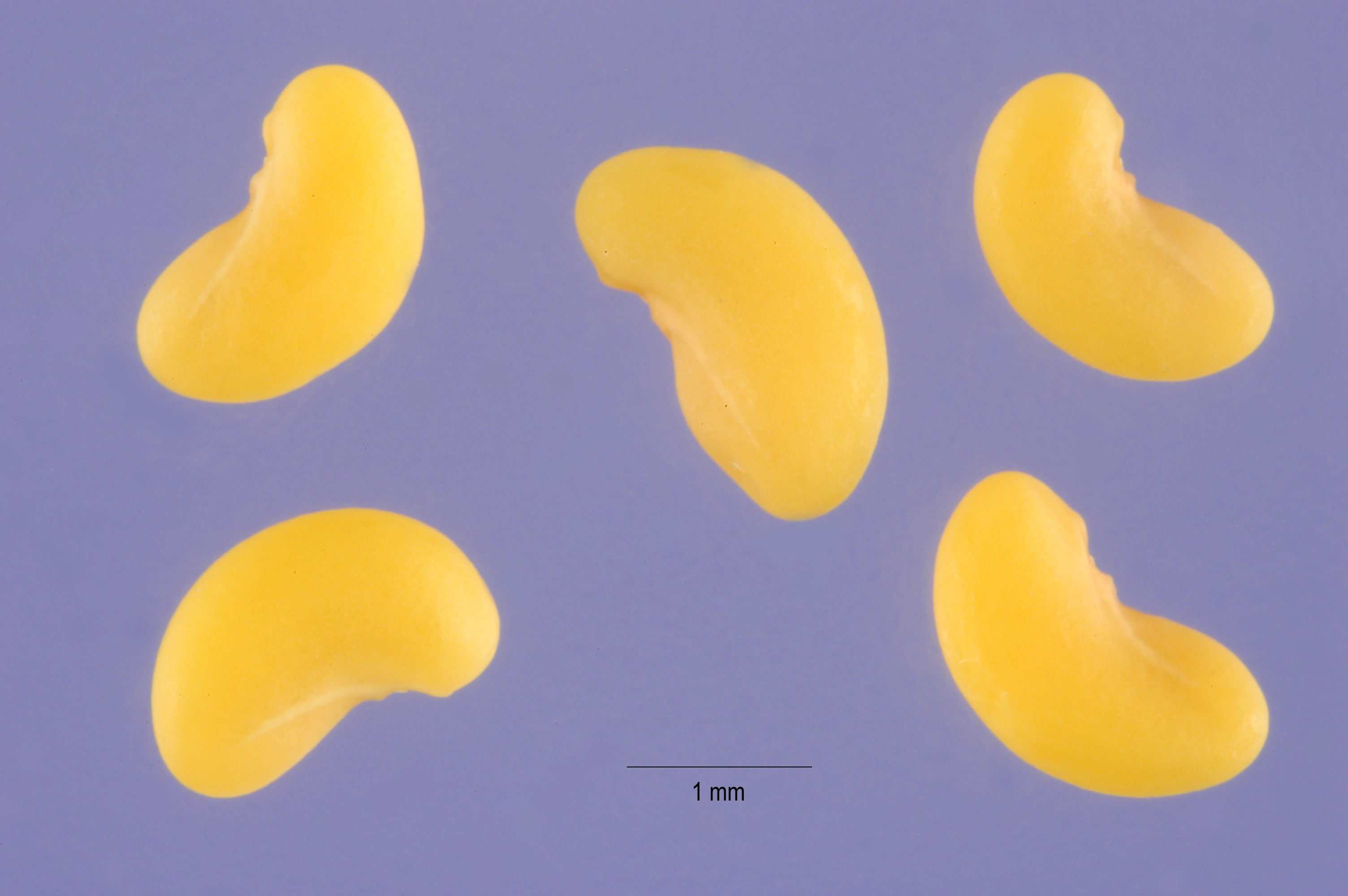
Zaden

De plant komt voor op droge, kalkrijke zandgrond in duinen en langs rivierstrandjes.